# Ipratropium bromide/salbutamol
Ipratropium / salbutamol, được bán dưới tên thương hiệu Combivent trong số những loại khác, là một loại thuốc kết hợp được sử dụng để điều trị bệnh phổi tắc nghẽn mãn tính (COPD). Nó chứa ipratropium (một thuốc kháng cholinergic) và salbutamol (albuterol, một chất chủ vận β2 -adrenergic).  Nó được thực hiện bằng đường hô hấp.
Các tác dụng phụ thường gặp bao gồm đau họng, chuột rút cơ bắp và buồn nôn. Các tác dụng phụ khác có thể bao gồm co thắt phế quản, phản ứng dị ứng và nhiễm trùng đường hô hấp trên.  An toàn trong thai kỳ là không rõ ràng. Mỗi loại thuốc thường làm giảm co thắt phế quản và làm như vậy thông qua các cơ chế khác nhau.
Sự kết hợp đã được chấp thuận cho sử dụng y tế tại Hoa Kỳ vào năm 1996. Nó có sẵn như là một loại thuốc chung chung.  Sáu mươi liều ở Vương quốc Anh tiêu tốn của NHS khoảng 18 £ vào năm 2019. Tại Hoa Kỳ, chi phí bán buôn của số tiền này là khoảng 9,50 đô la Mỹ. Năm 2016, đây là loại thuốc được kê đơn nhiều thứ 166 tại Hoa Kỳ với hơn 3 triệu đơn thuốc.

## Xã hội và văn hoá
Vì Combivent có chứa chất đẩy nhiên liệu dựa trên chlorofluorocarbon, nên nó đang dần bị loại bỏ ở các nước thuộc Liên minh Châu Âu. Cloroflourocarbons (CFC) được quy cho sự suy giảm của tầng ozone.